# Хелмут Квалтингер
Хелмут Квалтингер (Беч, 8. октобар 1928 – 29. септембар 1986; име по рођењу: Хелмут Густав Фридрих Квалтингер) је био аустријски глумац, писац, рецитатор и кабаре извођач. Целокупна филмографија и детаљи из биографије доступни су на страници Википедије на немачком језику.